# Finn Lemke
Finn Lemke (Brema, 30 aprile 1992) è un ex pallamanista e allenatore di pallamano tedesco, vice allenatore del Melsungen e della Germania U-17.